# Ревінь пальчастий
Ревінь пальчастий (Rheum palmatum) — вид квіткових рослин родини гречкові (Polygonaceae)

## Опис
Велика багаторічна трав'яниста рослина заввишки до 2 м з товстим коротким кореневищем і соковитим великим корінням. Стебло голе, всередині порожнє. Прикореневе листя велике, завдовжки (разом з черешком) до 0,75-1,5 м; довжина пластинки 80 см, ширина — 75 см. Листя роздільне з перистонадрізаними частинками. Стеблові листки чергові, яйцеподібні, забезпечені сухим плівчастим розтрубом біля основи. З другого-третього року культури ревінь розвиває великі гіллясті суцвіття. Квітки дрібні, правильні, білі, зелені або рожеві. Плід — тригранний горішок червоно-бурого кольору. Вага 1000 насінин — 13-15 г.

## Біологічні особливості
Ревінь пальчастий — вологолюбна рослина, яка потребує родючих ґрунтів з хорошою структурою. У посушливих місцевостях він росте погано. Однак і в умовах надмірної вологості цей вид ревеню часто гине. Наземна частина рослини щорічно відмирає взимку, а навесні знову відростає. Тривалість розвитку до одержання насіння становить два-три роки. З лікарською метою викопуються коріння трьох-або чотирирічного віку. На одному і тому ж місці ревінь росте 12 і більше років.

## Місце життя
Росте в гірських, лісових місцевостях на висоті 2000 м над рівнем моря, в гірських лісових ярах, на вологих і багатих перегноєм ґрунтах.

## Поширення
В природних умовах зустрічається в північних провінціях Китаю (Ганьсу і Шаньсі), Монголії і на Тибеті.

## Використання
Ще в XIII столітті відомий венеційський мореплавець Марко Поло виявився першим європейцем, який побував в країні тангутів і описав збір ревеню, а в 1871—1873 рр. мандрівник М. М. Пржевальський зібрав насіння і коріння ревеню пальчастого в гірських місцевостях поблизу озера Кокунор і передав їх Петербурзькому ботанічному саду. З привезеного насіння вирощувалися рослини спочатку тільки в ботанічних садах, а потім і у виробничих умовах.
В даний час ревінь успішно вирощують в західних районах України, в Білорусі, та Росії.